# Caulimoviridae
Caulimoviridae és una família de virus d'ADN bicatenari amb retrotranscripció. Són virus de les plantes.

## Gèneres
- Gènere Badnavirus; espècie tipus: Commelina yellow mottle virus
- Gènere Caulimovirus; espècie tipus: Cauliflower mosaic virus
- Gènere Tungrovirus; espècie tipus: Rice tungro bacilliform virus
- Gènere Soymovirus; espècie tipus: Soybean chlorotic mottle virus
- Gènere Cavemovirus; espècie tipus: Cassava vein mosaic virus
- Gènere Petuvirus; espècie tipus: Petunia vein clearing virus